# Lamyai Haithongkham
Lamyai Haithongkham (thaï : ลำไย ไหทองคำ,) ou plus simplement Lamyai, nom de naissance Suphansa Vechkama (thai: สุพรรณษา เวชกามา), née le 2 octobre 1998 dans la province de Roi Et, est une chanteuse pop thaïlandaise, de musique mor lam (molam) et luk thung.

## Biographie
Dès 2016-2017, Lamyai devient une chanteuse populaire en Thaïlande : par exemple, sa chanson Pu Sao Kha Loh (en thaï : ผู้สาวขาเลาะ ; en anglais : Fun-Loving Girl) totalise près de 300 millions de vue sur Youtube entre novembre 2016 et septembre 2017.
En juin 2017, elle est vivement critiquée pour ses danses sexy et sensuelles (le twerk) par le premier ministre thaïlandais de cette époque,,,. Elle répond immédiatement à cette attaque du premier ministre avec une nouvelle chanson intitulée Pu Sao Kha Fiew (thaï : ผู้สาวขาเฟี้ยว).
Depuis 2018, elle fait aussi un peu de cinéma et est actrice principale dans quelques comédies populaires thaïlandaises comme Huk Pang (thaï:ฮักแพง ; 2018),.